# Владиславчик
Владиславчик (укр. Владиславчик) — село в Уманском районе Черкасской области Украины.
Население по переписи 2001 года составляло 445 человек. Почтовый индекс — 19123. Телефонный код — 4746.

## Местный совет
19123, Черкасская обл., Монастырищенский р-н, с. Владиславчик, ул. Центральная, 19